# Arapà
Gli Arapà sono un gruppo musicale francese in lingua còrsa. Prendono il nome da una collina situata nell’estremo sud della Corsica. Nelle loro musiche riprendono la tradizione polifonica corsa mentre nei testi si dedicano alle più svariate tematiche con una predilezione alla tradizione locale, hanno cantato pure canzoni popolari italiane. Nel febbraio 2016 sono stati ricevuti in Vaticano da Papa Francesco.

## Componenti
Principali
- Jacques Culioli (Prima voce)
- Don Mathieu Santini. (Seconda voce e chitarra acustica)
- Marc Pittoru (Terza voce e chitarra acustica)

Per i concerti
- Émilie Cahuzac (Violino)
- Sébastien Tramoni (Voce)
- Jo Franchi (Chitarra acustica),
- Grégory Gambarelli (pianoforte).

## Discografia
- Viaghji in Corsica (2004)
- In cantu (2010)
- Caminante (2012)
- Arapà à l'Olympia (2015)